# Иоанн (Константайн)
Епископ Иоа́нн (англ. Bishop John, греч. Επίσκοπος Ιωάννης, при рождении Джон Э́рнест Ко́нстантайн, англ. John Ernest Constantine; род. 13 августа 1957, Ричмонд) — архиерей Константинопольского патриархата, епископ Фокейский (с 2020), викарий Сан-Францисской митрополии.

## Биография
Родился 13 августа 1957 года в Ричмонде, штат ВиргинияА, в семье Эрнеста и Артимис Константайнов. Все члены семьи были активными прихожанами греческого собора святых Константина и Елены в Ричмонде.
После окончания школы имени Томаса Джефферсона, поступил в Ричмондский университет, где в 1979 году получил степень бакалавра по биологии, а в 1981 году — степень магистра по биологии. Работал в качестве операционного менеджера в консалтинговой фирме по вопросам окружающей среды.
Осенью 1983 года поступил в Греческий колледж Святого Креста в Бруклайне, штат Массачусетс, который окончил в 1987 году с отличием, получив степень магистра богословия.
После окончания семинарии в Бруклайне, был направлен в Свято-Троицкий греческий православный собор в Новом Орлеане, где служил мирянином-помощником по молодёжным программам. Находясь в Новом Орлеане, был принят в программу кандидатов в капелланы ВМС США и 12 декабря 1988 года получил звание мичмана в резерве ВМС США.
В 1989 году он приступил к исполнению обязанностей административного помощника митрополита Нью-Джерсийского Силы (Коскинаса) в штаб-квартире Американской архиепископии в Нью-Йорке.
В июне 1990 года он начал серию учебных заданий для Военно-Морского Флота на борту USS Lexington (AVT-16) в Пенсаколе, штат Флорида; базе морской пехоты в Кэмп-Пендлтоне, штат Калифорния; и военно-морской десантной базе в Коронадо, штат Калифорния.
В октябре 1991 года получил благословение архиепископа Американского Иакова (Кукузиса) на рукоположение в священный сан целибатом. 14 декабря 1991 года в соборе святых Константина и Елены в Ричмонде, штат Вирджиния, был рукоположен в сан диакона, а 15 декабря 1991 года в храме Святой Надежды в Хоупвелле, штат Вирджиния — в сан пресвитера.
Хотя отец Иоанн был рукоположен для службы в Военно-Морском флоте США, в феврале 1992 года он был назначен в греческую православную церковь святого Георгия в Пискатауэе, штат Нью-Джерси. Во время службы в церкви Святого Георгия был назначен региональным Уполномоченным по делам молодёжи Нью-Джерсийской митрополии. Он также заседал в духовном суде штата Нью-Джерси. 14 ноября 1992 года ему был присвоен официальный титул иконома. 23 июля 1995 года митрополит Сила возвёл его в сан архимандрита перед поступлением на действительную службу в Военно-Морской Флот США.
В августе 1995 года лейтенант Джон Э. Константин из корпуса капелланов ВМС США прибыл на военно-морскую авиабазу «Северный остров» в Сан-Диего. Он организовал служение для проактивных 14 вертолётных эскадрилий, роты сил безопасности корпуса морской пехоты и различных других подразделений на Северном острове. Он совершил литургию в греческой православной часовне Святого Креста на борту Рекрутского депо морской пехоты США в Сан-Диего.
Находясь в Сан-Диего, по возможности помогал греческому приходу святого Спиридона. В октябре 1998 года после окончания его действительной военной службы митрополит Сан-Францисский Антоний назначил его помощником священника в греческую православную церковь святого Иоанна Крестителя в Анахайме, штат Калифорния. с 1 июня 2001 года был назначен проистаменосом греческой православной церкви Святого Георгия в Дауни, штат Калифорния. Он прибыл, когда фундамент нового церковного здания буквально заливался, и сопровождал прихожан через внутреннее украшение церкви до её освящения в апреле 2010 года. Под его руководством в течение последних 19 лет приход был заметен и активен среди греческих православных приходов Южной Калифорнии.
В 2002 году митрополитом Антонием назначен викарием (по гречки архиератикос эпитропос; фактически — благочинным) Южной Калифорнии, став тем самым его представителем в этом регионе и ответственным за духовный суд на данной территории. Он был утвержден в этой роли митрополитом Герасимом после его интронизации в 2005 году.
С 9 ноября по 8 декабря 2010 года был приглашён в Константинопольскую патриархию в Стамбуле в качестве первого участника долгожданной программы, в которой архимандритам Американской архиепископии предстояло провести месяц в Патриархии в качестве гостей Патриарха Варфоломея. Эта честь была тем более особенной, что архимандрита Иоанна попросили совершить литургию в Патриаршем соборе Святого Георгия и в часовне Святой Троицы Халкинской духовной школы.
Он был избран членом Совета метрополии для метрополии Сан-Франциско в 2012 году и до 2020 года активно работал в Совете. Он также является председателем Комитета по уставу, обеспечивающего руководство приходами в митрополии для обеспечения соответствия единым приходским правилам Архиепископии.
В августе 2016 года во время посещения Константинопольской Патриархии митрополитом Герасимом архимандрит Иоанн Патриаршим письмом был возведён в сан «архимандрита Вселенского престола».
1 июня 2020 года митрополитом Сан-Францисским Герасимом (Михалеасом) был назначен канцлером Сан-Францисской митрополии.
6 октября 2020 года Священным синодом Константинопольской православной церкви был избран для рукоположения в сан епископа Фокейского, викария Сан-Францисской митрополии.
19 декабря 2020 года в храме святого Георгия в городе Пискатауэй состоялась его епископская хиротония, которую совершили: архиепископ Американский Елпидифор (Ламбриниадис), епископ Мидейский Апостол (Куфалакис) и епископ Евкарпийский Иерофей (Захарис).